# Haardtrand - Am Sonnenweg
Das Naturschutzgebiet Haardtrand – Am Sonnenweg liegt in der kreisfreien Stadt Neustadt an der Weinstraße in Rheinland-Pfalz. Das Gebiet erstreckt sich am nordwestlichen Rand der Kernstadt Neustadt an der Weinstraße. Westlich und südlich des Gebietes verläuft die B 39 und fließt der Speyerbach, ein linker Nebenfluss des Rheins.

## Bedeutung
Das rund 58 ha große Gebiet wurde im Jahr 1994 unter der Kennung 7316-179 unter Naturschutz gestellt. Es umfasst Rebflächen, Obstgrundstücke, Gebüsch- und Saumbiotope, Wald- und Waldrandflächen, Trockenmauern und Weinbergsterrassen. Schutzzweck ist die Erhaltung und Entwicklung dieses Gebietes.